# محلول کربس–هنسلیت
محلول کربس–هنسلیت که توسط هانس کربس و کورت هنسلیت ساخته شده‌است، یک محلول حاوی سدیم (Na)، پتاسیم (K)، کلرید (Cl)، کلسیم (Ca)، سولفات منیزیم (MgSO4)، بی‌کربنات (HCO3)، فسفات (PO4)، گلوکز، آلبومین و ترومتامین (THAM) است.
از آن به صورت تجربی استفاده شده‌است، برای نمونه برای مطالعه عروق در شرایط آزمایشگاهی یا خارج از بدن (ex vivo) یا هنگام آزمایش ماهیچه‌های جدا شده از ماهیچه‌های اسکلتی پستانداران در شرایط آزمایشگاهی.